# 에도아르도 레야
에도아르도 "에디" 레야(이탈리아어: Edoardo "Edy" Reja, 1945년 10월 10일 ~ )는 이탈리아의 전직 축구 선수이자 축구 감독으로 최근 알바니아 축구 국가대표팀의 감독을 맡았다. 슬로베니아인 아버지와 프리울리인 어머니 사이에서 고리치아에서 태어나, 프리울리어와 슬로베니아어, 이탈리아어 세 가지 언어를 유창하게 구사한다.

## 사생활
그는 현재 러시아 축구 국가대표팀 감독을 맡은 파비오 카펠로와 매우 가까운 친구 사이다. 레야는 SPAL 1907에서 뛰던 시절 페라라에서 카펠로와 같은 방을 쓰던 동안인 1969년에 그의 아내인 리비아(Livia)와 결혼했다.

## 수상 경력

### 선수 시절
SPAL 1907
- 캄피오나토 나치오날레 프리마베라 (1): 1964-1965

US 알레산드리아 칼초 1912
- 세리에 C1 (1): 1973-1974

### 감독 시절
브레시아 칼초
- 세리에 B (1): 1996-1997

비첸차 칼초
- 세리에 B (1): 1999-2000

칼리아리 칼초
- 세리에 B (준우승): 2003-2004

나폴리 FC
- 세리에 C1 (1): 2005-2006
- 세리에 B (준우승): 2006-2007